# Wajirō Kon
Wajirō Kon (今和次郎, Kon Wajirō), né le 10 juillet 1888 et mort le 27 octobre 1973, est un architecte, designer et universitaire japonais. 

## Œuvre
Wajirō Kon est reconnu, avec Kenkichi Yoshida, comme le père de la « modernologie », branche de la sociologie qui étudie les changements des paysages urbains et des mentalités avec pour conséquence l'évolution de Tokyo comme métropole moderne au début de l'ère Shōwa.
L'écrivain français résidant au Japon Michaël Ferrier définit la « modernologie » comme « une réflexion fondée sur l'observation minutieuse, l'enregistrement systématique (notamment par le dessin) et l'analyse critique de la vie « moderne ».» Il note que « les travaux de Kon portent aussi bien sur les paysages urbains que sur les maisons japonaises traditionnelles (minka 民家), les styles de vie, la mode, les vêtements, les positions du corps, etc., prêtant notamment attention à ce qu'on pourrait appeler la géographie humaine, particulièrement les aspects les plus ténus de la vie quotidienne », il conclut : « La diversité de ses centres d'intérêt, la richesse et l'originalité de ses techniques d'observation, l'envergure ainsi que l'acuité de ses analyses, font de Kon un formidable sismographe des mutations en cours dans le Japon du XXe siècle, notamment de l' ère Shōwa.»

## Crédit d'auteurs
- (en) Cet article est partiellement ou en totalité issu de l’article de Wikipédia en anglais intitulé « Wajiro Kon » (voir la liste des auteurs).